# The Long Game
"The Long Game" (KBS 방영 제목:<기나긴 게임>)은 영국의 텔레비전 공상과학 드라마 《닥터 후》 시리즈 1의 일곱 번째 에피소드이다. 영국에서는 2005년 5월 7일 BBC One에서 처음 방송되었다. 각본은 러셀 T 데이비스가, 감독은 브라이언 그랜트가 맡았다.
에피소드의 줄거리는 시간여행자 닥터 (크리스토퍼 에클스턴)과 그의 동행자인 로즈 타일러 (빌리 파이퍼)가 가까운 미래에 살던 천재 애덤 미첼 (브루노 랭글리)을 만나 다함께 먼 미래의 제5위성에 가는 내용으로 시작된다. 제5위성은 인류 제국 전체에 뉴스를 방송하는 우주 정거장이었다. 그러나 닥터는 제5위성에서 심상치 않은 점들을 발견하는데, 위성 내에 외계인이 하나도 없고, 승진되어 500층으로 올라간 직원은 행방이 묘연하다는 것이었다. 500층으로 올라간 닥터와 로즈는 그곳에서 제5위성의 편집장 (사이먼 페그)를 만나고, 어느 외계 생명체가 언론 통제를 통해 인류를 지배하고 있다는 사실을 발견한다. 그 와중에 애덤은 치명적인 실수를 저지르게 되어, 닥터와 로즈로부터 집으로 쫓겨나게 된다.
"The Long Game" 에피소드의 컨셉은 원래 1980년 데이비스가 <닥터 후> 각본작업실로 보낸 여러 가지 컨셉안 중 하나였다. 여기에 데이비스는 동행자가 잘못된 일을 저지르는 줄거리에 관심을 두고 있었다. 이와 더불어 평론가들은 에피소드 줄거리에 언론에 대한 풍자가 담겨 있다고 지적했다. 에피소드 촬영 제작은 2004년 11월부터 12월까지 이뤄졌으며, 카디프 코리튼에서 로케이션 촬영을 하기도 했다. "The Long Game"은 영국에서 총 801만 명이 시청했고, 대체로 엇갈린 평을 받았다.

## 줄거리
닥터와 로즈, 그리고 애덤은 서기 200,000년 지구 주변을 도는 한 우주 정거장인 '제5위성' (위성 파이브)의 139층에 도착한다. 함께 위성을 둘러보던 닥터는 소닉 스크류드라이버를 이용해 애덤과 로즈에게 먹을 거리를 사먹을 수 있는 무한도 신용카드를 준다. 닥터는 카티카라는 여기자와 만나는데, 카티카는 이곳이 지구 전체로 방송을 내보내는 거대한 방송 타워라고 닥터에게 설명해 준다. 둘은 어느 방으로 들어가는데, 그곳에서 카티카는 동그란 원반 탁자 가운데의 의자에 앉고, 다른 기자들이 원반 테두리를 따라 앉는다. 이들은 이마에 달아 뇌에 직접 연결되어 있는 특별 포트를 이용해 컴퓨터와 접속할 수가 있었다. 닥터는 이 위성에 인류의 발전을 방해하는 악의가 깔려 있다고 굳게 믿고, 카티카로부터 선택받은 소수의 기자들만 500층으로 초대받아 올라간다는 사실을 알아낸다. 500층은 위성 내에서 가장 높이 승진할 수 있는 자리라고 한다.
닥터는 로즈와 함께 위성의 컴퓨터 시스템을 해킹하려다 이를 관제하던 편집장 때문에 실패한다. 편집장은 닥터와 로즈를 500층으로 올라올 수 있게 해주고, 얼마 지나지 않아 카티카도 같은 허가를 받는다. 500층에서 닥터와 로즈는 편집장이 수백 명의 죽은 사람들을 이용해 위성 전체를 관제하고 있는 풍경을 마주한다. 그리고 그 편집장은 징그러운 모습을 한 채 천장에 달려 있는 외계 생명체이자 이 위성의 최고 편집장인, 신성한 하드로이아식 막사로든포의 위대한 자그라페스에게 굽신대며 명령을 하달받고 있었다. 닥터는 이 자그라페스가 제5위성에 있는 인간들을 통제하여 뉴스를 조종하면서, 바로 아래의 지구에 사는 인류를 장악하고 있다는 사실을 깨닫는다.
한편, 일행에서 떨어진 애덤은 이곳에서 지구의 미래에 관한 정보에 접근할 수 있다는 것을 알아차린다. 그는 자기 뇌에 정보 포트를 심고 로즈의 휴대폰을 이용해 집에 있는 자동응답기로 전화를 걸어 데이터를 전송하기 시작한다. 그러나 이 포트는 동시에 애덤의 머릿속에 자그라페스가 접근할 수 있게 했고, 닥터의 진짜 신상정보를 발견하고는 닥터를 죽이려고 한다. 닥터는 관제실 외부에 카티카가 있는 것을 기억해내고는, 환경 시스템을 바꾸면 자그라페스를 죽일 수 있다며 일부러 큰 소리로 외쳐 일러둔다. 닥터가 주는 힌트를 파악한 카티카는 냉풍 시스템을 반대로 바꿔 500층에 열이 가득차게 만든다. 닥터와 로즈가 탈출하는 사이 자그라페스는 열을 이기지 못해 터져 죽는다. 그와 동시에 편집장도 죽게 된다.
갑작스런 난리로 혼란에 빠진 위성에서, 카티카는 닥터에게 이 상황을 정리해줄 사람이 필요하다며 남아 달라고 부탁하나 닥터는 걱정하지 말라고 한다. 그리고는 애덤의 이중성에 화가 나, 그를 지구에 있는 집에 강제로 데려간다. 닥터는 미래에서 온 데이터가 들어있는 자동응답기를 파괴하고, 애덤에게 더 이상 타디스에 오르지 말라고 한다. 애덤은 닥터와 로즈에게, 남은 인생 동안 이마에 포트를 단 채로 살아가도록 놔두고 가진 말아달라며 애원하지만, 닥터는 들키지 않을 테니 그냥 조용히 살라고만 말한다. 그러나 닥터와 로즈가 떠나자마자 애덤의 엄마가 집으로 돌아오는데, 우연히 손가락을 튕겨 애덤의 포트 뚜껑을 여는 바람에 엄마가 큰 충격에 빠지는 것으로 에피소드가 끝난다.

### 다른 에피소드와의 연관성
에피소드 방영 당시, 닥터 후 관련 대체 현실 웹사이트에 '닥터 후는 누구인가?' (Who is Doctor Who?)라는 에세이가 게시된 적이 있다. 설정 상으로는 애덤 미첼이 열네 살 때 쓴 것으로 되어 있다. "The Long Game" 에피소드가 벌어지는 시간대는 "위대하고 풍요로운 제 4대 인류 제국" 시대인데, 1970년대 3대 닥터 시절에 제1대 인류 제국이 다뤄진 적이 있었다. 이전 에피소드부터 이어진 배드 울프 테마가 이 에피소드에서도 등장하는데, 보의 얼굴 (The End of the World에 등장하는 외계인)이 임신했다는 뉴스를 보도하는 채널의 이름이 바로 'BAD WOLF TV'이다. 한편 시즌 끝의 2부짜리 마지막 에피소드인 "Bad Wolf"와 "The Parting of the Ways"에서 자그라페스의 뒤에는 달렉들이 있었음이 밝혀지게 된다. 닥터는 "Bad Wolf" 에피소드에서 "누군가 큰 속임수 (long game)을 벌이고 있다"는 대사를 하는데, "The Long Game" 에피소드 전후로 인류가 교묘하게 속고 있었다는 것을 가리키는 말이다.

### 참고 문헌
- Burk, Graeme; Smith?, Robert (2012년 3월 6일). 〈Series 1〉. 《Who Is the Doctor: The Unofficial Guide to Doctor Who-The New Series》 1판. ECW Press. 3–62쪽. ISBN 1-55022-984-2.
- Russell, Gary (2006). 《Doctor Who: The Inside Story》. London: BBC Books. ISBN 978-0-563-48649-7.

### 리뷰
- (영어) "The Long Game"  - 아웃포스트 갈리프레이 리뷰
- (영어) "The Long Game"  리뷰 - The Doctor Who Ratings Guide